# ФК Лайънс
Лайънс Гибралтар (на английски: Lions Gibraltar F.C.) е полупрофесионален футболен отбор от Гибралтар, задморска територия на Великобритания. Основан през 1965 година. Играят в Гибралтарска първа дивизия. Мачовете си играе на стадион „Виктория“.
Клубът е реорганизан през 2011 година в резултат на сливането на клубовете „Лайънс“ и „Гибралтар Юнайтед“..

## История
Клубът е основан през 1966 година от група запалянковци на Англия след победата в световното през 1966. Трите лъва на емблемата на клуба са взети от емблемата на националите на Англия.

## Успехи
- Първа дивизия
  - 4-то място (1): 2015/16
- Купа на Скалата:
  -  Финалист (1): 2024/25